# Le Tribut de Zamora
Versions successives
- 1881 : Création à Paris

Personnages
Airs
Le Tribut de Zamora est un grand opéra en quatre actes de Charles Gounod, sur un livret en français d’Adolphe d'Ennery, créé à Paris au Palais Garnier, le 1er avril 1881. Cette œuvre, dont le livret lui a été proposé après l’échec des négociations avec Giuseppe Verdi, est le dernier ouvrage de Gounod pour la scène.

## Contexte
La première du Tribut de Zamora a été un succès. Gabrielle Krauss a été bissée avec enthousiasme lorsqu’elle a chanté le patriotique « Debout ! Enfants de l’Ibérie ! » Les somptueux costumes d’Eugène Lacoste et les quatre décors dessinés par Auguste Alfred Rubé et Philippe Chaperon (actes I et IV), Jean-Baptiste Lavastre (acte II), et Antoine Lavastre et Eugène Carpezat (acte III) ont été très admirés.

## Distribution
| Rôle                                  | Tessiture | Distribution lors de la première |
| ------------------------------------- | --------- | -------------------------------- |
| Xaïma                                 | soprano   | Joséphine Daram                  |
| Hermosa, une folle                    | soprano   | Gabrielle Krauss                 |
| Iglésia, l’amie de Xaïma              | soprano   | Élisabeth Janvier                |
| Manoël, le fiancé de Xaïma            | ténor     | Henri Sellier                    |
| Ben-Saïd, envoyé du calife de Cordoue | baryton   | Jean Lassalle                    |
| Hadjar, son frère                     | basse     | Léon Melchissédec                |
| Le roi des Asturies au Xe siècle      | basse     | Alfred Giraudet                  |

## Décors

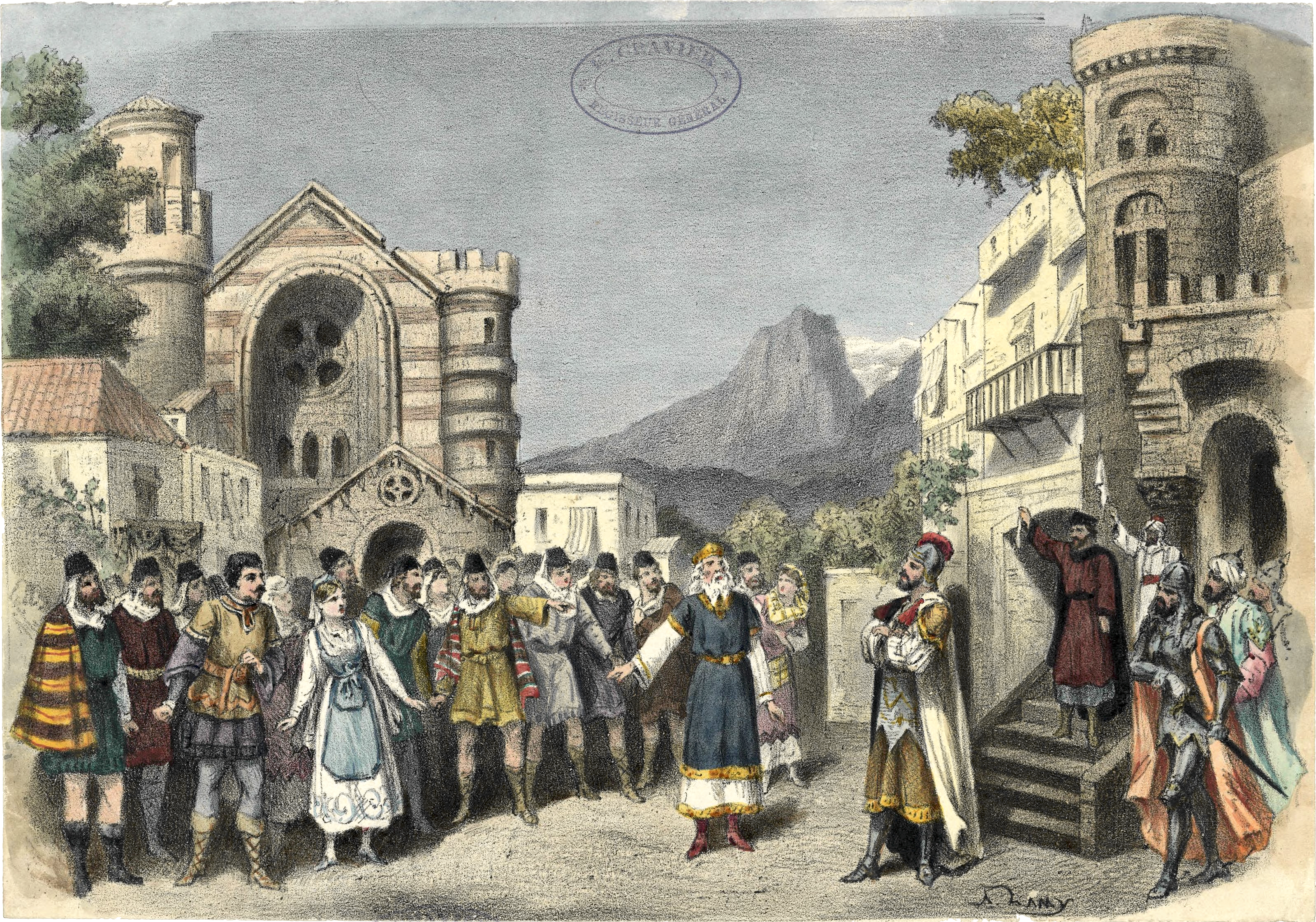
Acte 1, place publique d'Oviedo.
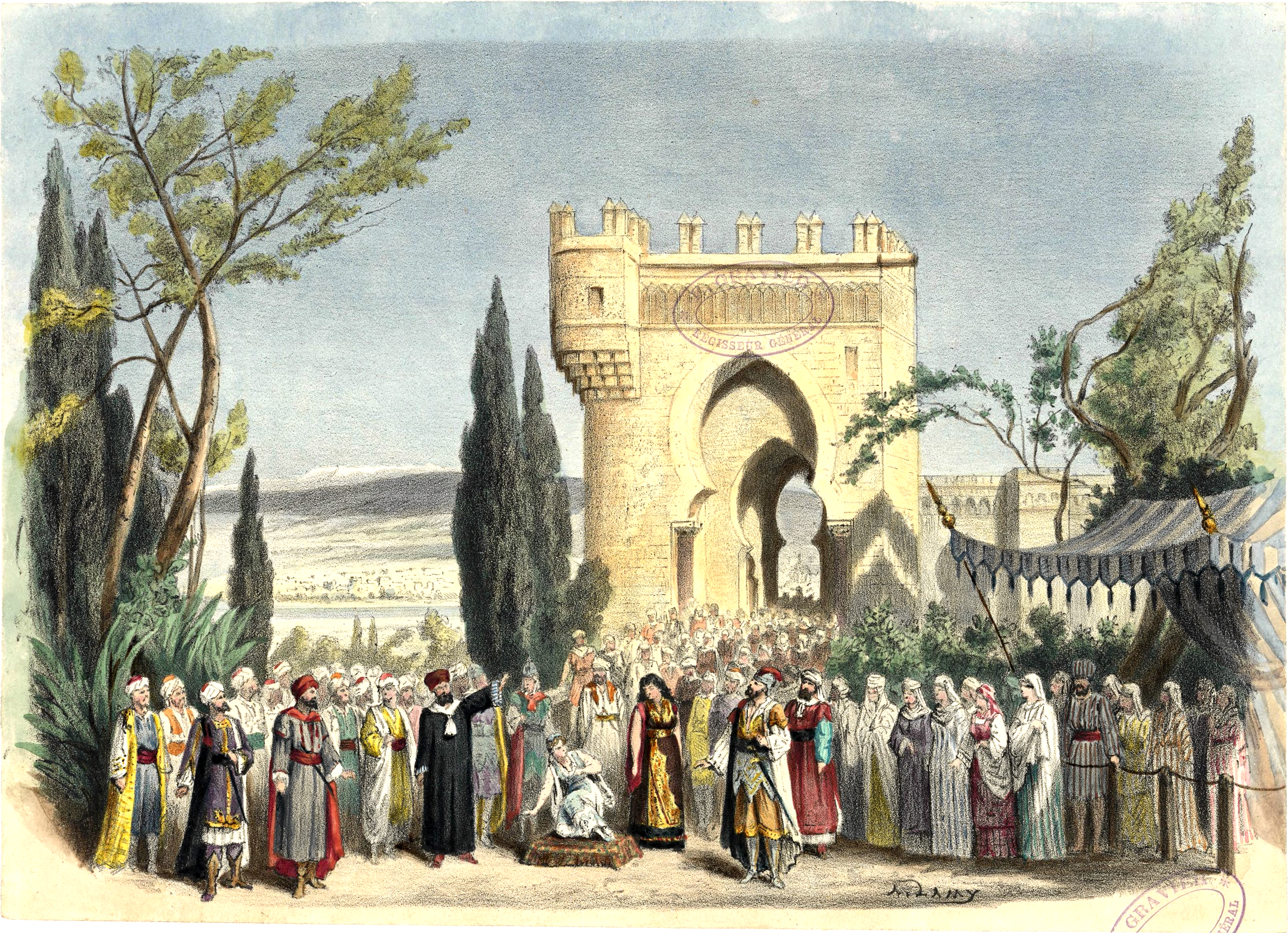
Acte 2, entrée de Cordoue.
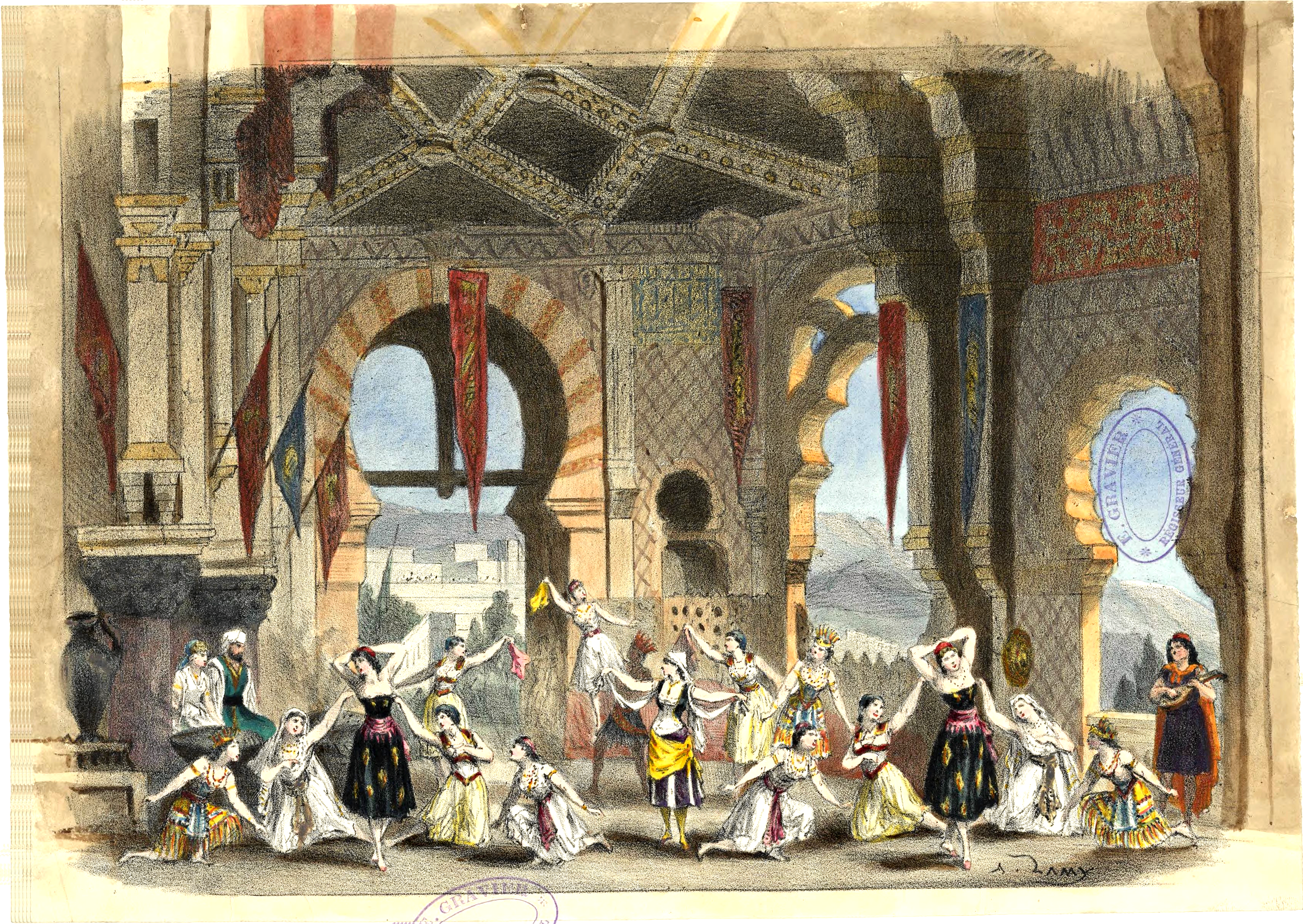
Acte 3, le palais de Ben Saïd.
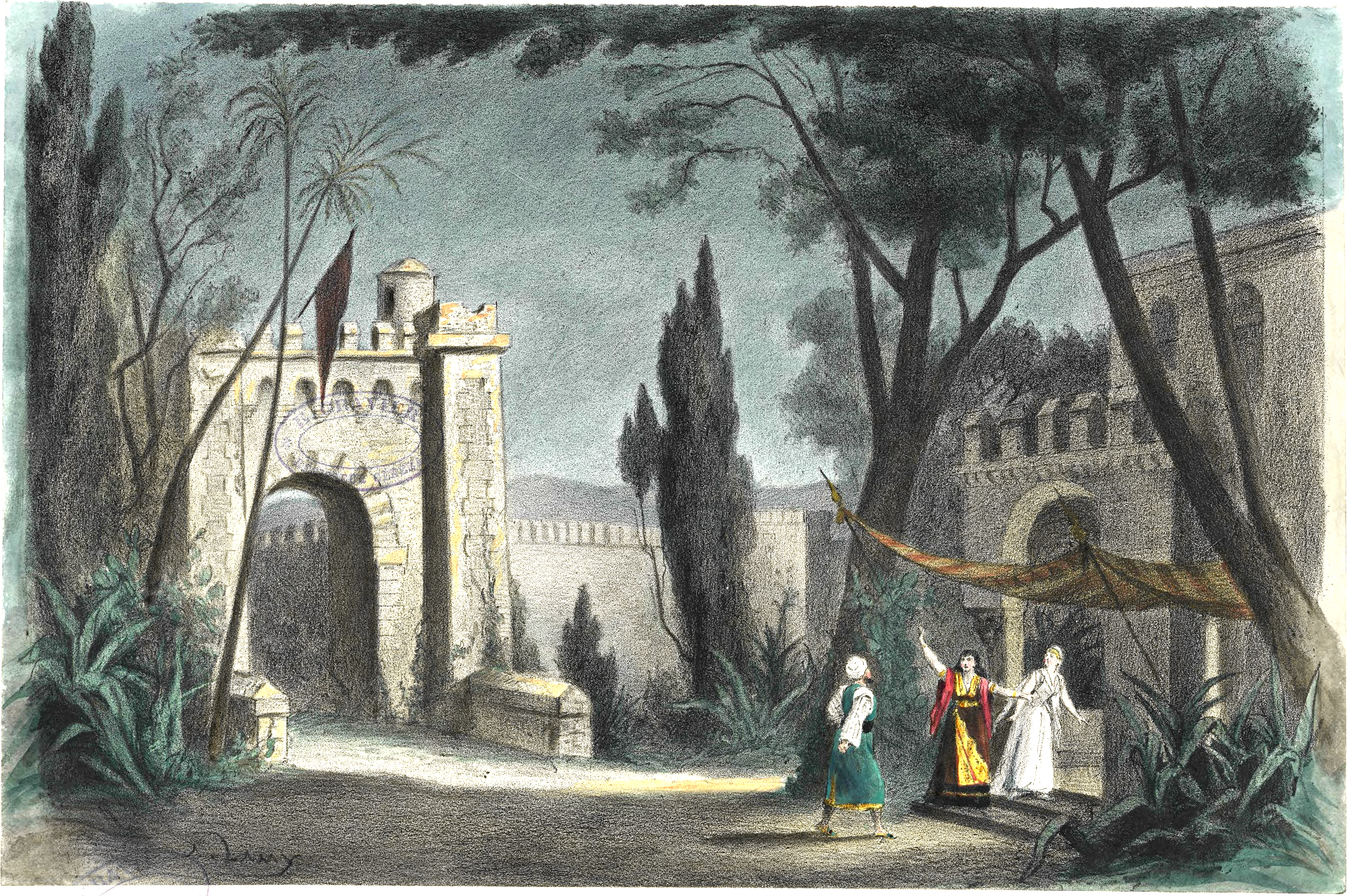
Acte 4, le jardin du palais de Ben Saïd.

## Enregistrement
En 2018, le Palazzetto Bru Zane publie le premier enregistrement discographique de l'ouvrage dans sa série de livre-disques. Il s'agit de la seconde mouture de la partition intégrant les coupures réalisées après la création.